# Fargesia utilis
Fargesia utilis är en gräsart som beskrevs av Tong Pei Yi. Fargesia utilis ingår i släktet bergbambusläktet, och familjen gräs. Inga underarter finns listade i Catalogue of Life.